# Ride
Ride va ser una banda britànica de Britpop dels anys 80 i 90. La banda es va formar el 1988 a Oxford, Anglaterra, i es va dissoldre oficialment el 1996. Els membres de la banda van començar projectes per separat, el més destacat d'ells va ser Andy Bell, que va entrar a formar part com a baixista de la banda de Manchester Oasis al 2001.
La banda va informar de la seva reunificació l'any 2014.

## Història
Començament (1988-1989)
Andy Bell i Mark Gardener havien anat a la "Cheney School d'Oxford", apareixent a les produccions de teatre musical de l'escola, i l'octubre de 1988 es van traslladar a Banbury per fer estudis de la Fundació en Art i Disseny al "North Oxfordshire College" i l'"Oxfordshire School of Art & Design". Allà van conèixer Laurence Colbert i Steve Queralt. Queralt, que també va anar a la "Cheney School", va ser reclutat a la botiga de discos local "Our Price" on va treballar com a comprador de singles (tot i que Bell i Queralt ja havien tocat junts en una obscura banda de reggae/pop anomenada "Big Spiderback"). Després de considerar diversos noms, la banda es va conformar amb 'Ride', amb la seva evocació del viatge, i després del cymbal ride. Bell ha citat una actuació de The Smiths com la inspiració per formar una banda. La banda es va formar l'estiu de 1988 i va fer el seu primer concert com "Ride for the College's Christmas Party" cap a finals d'any. Mentre encara era a Banbury, la banda va produir una cinta de demostració, gravada a l'habitació i al passadís de Queralt, incloent els temes Chelsea Girl i Drive Blind. Queralt i el seu cap de la botiga de discos i futur gerent de "Ride Dave Newton" havien iniciat una nit de música en directe a Oxford anomenada "Local Support", i va ser a causa d'una cancel·lació per part d'una altra banda que Ride va tenir el seu primer concert en una d'aquestes nits. Jim Reid de "The Jesus and Mary Chain"va escoltar una còpia de la demostració que estava en poder del "DJ Gary Crowley", i això va provocar l'interès de l'antic director de Mary Chain, Alan McGee. Després que la banda va donar suport als "Soup Dragons" el 1989, McGee els va signar amb el seu segell "Creation Records".

## Anys (1989–1993)
Ride va llançar tres EP entre gener i setembre de 1990, titulats Ride, Play and Fall. Els tres EP es van situar entre els 75 millors del Regne Unit, amb Play i Fall arribant als 40 primers. La classificació de Ride entre els 75 primers va ser la primera per a "Creation Records". Els dos primers EP es van publicar junts com Smile als Estats Units el juliol de 1990 (i més tard es van publicar al Regne Unit el 1992), mentre que l'EP de tardor es va incorporar a la versió en CD del seu primer àlbum, Nowhere, publicat l'octubre de 1990. La banda Sovint eren etiquetats com a part de l'escena de "shoegazing", però la banda va rebutjar això, Bell va afirmar que 
| « | <"la meva primera reacció va ser com, aquesta és una altra etiqueta avorrida. Aquests dies... aquesta és gairebé la meva reacció".> | » |

 Gardener va dir de les influències de la banda 
| « | <"Ens agradaven les bandes sorolloses de l'època. Quan estàvem a la universitat d'art vam anar a veure My Bloody Valentine, House of Love, Stone Roses i Sonic Youth. Crec que tots van tenir molta influència en ens els primers dies, ja que eren grans concerts".> | » |

La banda va gravar dues sessions per al programa de la BBC Radio 1 de John Peel l'any 1990, i la seva popularitat entre els oients del programa els va veure amb tres temes al "Festive Fifty" aquell any, amb Dreams Burn Down i Like a Daydream als números 3 i 4 respectivament, i Taste al número 25.

Nowhere va ser un èxit de crítica i comercial, arribant al número 11 al Regne Unit, i els mitjans van batejar Ride "The brightest hope" per al 1991. La demanda de nou material era alta, i la banda va gravar un altre EP, Today Forever, publicat el març de 1991. L'EP va marcar un canvi de direcció per al grup lluny de l'estil inicial més sorollós. Ride va fer la seva primera gira internacional al Japó, Austràlia i França més tard aquell any. Les entrades per a les actuacions al Japó es van esgotar en qüestió de minuts.

Al febrer de 1992 la banda va entrar al top 10 del Regne Unit amb Leave Them All Behind, i el mes següent va veure el llançament del segon àlbum de la banda, Going Blank Again. La tensió dins de la banda ja era evident, Bell va afirmar: 
| « | <"Quan va sortir el segon àlbum estàvem massa de gira. Estàvem cansats. Llavors vam prendre temps lliure, però era massa temps lliure".> | » |

## Canvi en la direcció musical (1994–1996)
Ride va poder viure l'any 1993 amb l'èxit de Going Blank Again i s'esperava moltíssim un tercer àlbum. Un doble cap de setmana de concerts amb The Charlatans aquell any ('Daytripper') els va mantenir a l'ull públic enmig d'una manca d'interès per l'escena de sabates. El seu tercer àlbum, Carnival of Light, va ser llançat el juny de 1994, en un moment en què el britpop era el focus de la premsa musical. Produït per John Leckie i dissenyat en part per Nigel Godrich (futur productor de "Radiohead"), excepte How Does It Feel to Feel? del productor de Black Crowes, George Drakoulias, i amb una aparició convidada als teclats de Jon Lord i Deep Purple, l'àlbum es va dividir entre els compositors Gardener i Bell, amb les cançons del primer que formaven la primera meitat de l'àlbum i del segon. El so de l'àlbum no només va evitar les influències anteriors de la banda a favor d'inspirar-se en el rock clàssic, sinó que també va canviar l'enfocament de la banda a la composició de cançons: mentre que el material anterior havia estat desenvolupat principalment per la banda en sessions d'improvisació com a grup, per a Carnival of Light Bell, i Gardener arribaria a l'estudi amb les seves cançons més o menys formades. Obrint amb el riff pesat Moonlight Medicine, les cançons també inclouen From Time to Time, Birdman i una versió de How Does It Feel to Feel? de The Creation, que es va publicar com a senzill. L'àlbum no va ser ben rebut per la crítica, Bell va explicar: 
| « | <Eren bons temps, però la música va ocupar el segon lloc. Quan vam gravar l'àlbum Carnival Of Light ens vam posar indulgents".[9] A finals de 1994, fins i tot la banda va ser crítica amb l'àlbum, referint-se a ell dins del grup com Carnival of Shite.> | » |

## La ruptura (1996)
L'any 1995 es va dissoldre la banda mentre gravava Tarantula. Gardener i Bell havien allunyat la banda de les seves arrels de sabates per esdevenir més contemporània, amb l'esperança de canviar el seu estil amb els temps. Queralt ha remarcat que la banda tenia dues direccions de futur obertes, i van escollir l'opció equivocada. Gardener s'havia interessat en la música de ball, i volia que Ride incorporés això al seu estil, mentre que Bell no estava d'acord. La llista de cançons de Carnival of Light dona una indicació de la tensió que s'estava augmentant entre els dos guitarristes, amb la primera meitat de l'àlbum cançons escrites per Mark Gardener i l'última meitat de l'àlbum cançons escrites per Andy Bell -Andy Bell s'havia negat a deixar que les seves cançons fossin intercalades amb peces escrites per Gardener. Anys més tard, Andy Bell va explicar: {{Cita1<"Imagina't un argument en què la teva manera de guanyar és dient 'No vull que les meves cançons estiguin al mateix costat de l'àlbum que les teves' i en realitat passa. La gent que ens envolta ens va permetre. comportar-se com a nadons totals".}}

Quan va aparèixer Tarantula, la banda començava a autodestruir-se. Bell va escriure la majoria de les cançons, mentre que en Gardener només n'hi va proporcionar una: la tensió dins de la banda va provocar la incapacitat d'escriure peces musicals significatives. Castle on the Hill, escrit per Bell, era un lament per la situació de la banda i conté referències a l'exili auto-imposat de Gardener del grup. Gardener va sortir durant les sessions de mescla de l'àlbum, i la banda va anunciar la seva ruptura poc abans del seu llançament al març de 1996. L'àlbum va ser llançat i va romandre a la venda durant una setmana abans de ser retirat. Tant els crítics com els fans havien fet una panoràmica de l'àlbum (tot i que el primer senzill de l'àlbum, Black Nite Crash, va ser premiat com a "single de la setmana" per la revista musical setmanal Melody Maker). L'àlbum va ser descrit per AllMusic com 
| « | <"una abominació dels tòpics dels anys 70/Lenny Kravitz, ple de melodies de tercer i quart i, en última instància, de mala sang", i va dir que "les paraules són simplement horribles a tot arreu, ni tan sols. val la pena imprimir". Rolling Stone va ser més elogiós, afirmant que "l'àlbum s'ha salvat de l'obsessió per si mateix perquè és més cru i és més dur que qualsevol altra cosa que Ride hagi gravat".> | » |

Des de la ruptura, tant Bell com Gardener han estat més reflexius sobre la desintegració del grup, ambdós admetent especialment la seva pròpia part en el procés.

## Anys posteriors a la ruptura (1997–2001)
Després de la separació, Andy Bell va formar una nova banda anomenada "Hurricane No. 1", però aquest projecte es va dissoldre permanentment quan se li va demanar que toqués el baix per a Oasis després d'haver rebutjat l'oportunitat d'unir-se a Gay Dad. Va viure a Estocolm durant aquest període. Mark Gardener i Laurence Colbert es van unir amb Sam Williams per formar l'"Animalhouse". Com a fitxatges de BMG, van tenir èxit al Japó. La banda, però, va tenir una vida curta i es va dividir el 2002.

## Canal 4 i més enllà (2001–2013)
El 16 d'octubre de 2001, els quatre membres de Ride van acceptar ser filmats per Channel 4. El metratge es va utilitzar per al programa Pioneers, un documental sobre Sonic Youth, i va incloure una jam improvisada de trenta minuts. La gravació d'aquesta cançó, més dues proves de so breus, es van publicar el 2002 com Coming up for Air. L'interès per aquest CD de llançament limitat va fer que la banda considerés futurs llançaments. A finals de 2002, Ride va llançar una caixa de 3 CD que es compon d'OX4_ The Best of Ride, Firing Blanks (canvis inèdits) i Live_Reading Festival 1992. El 2003 van llançar Waves, una col·lecció de temes de cinc sessions de ràdio gravades per a la BBC.
Mark Gardener va seguir una carrera en solitari. Del 2003 al 2005, Gardener va fer nombroses gires, de vegades amb l'ajuda dels amics d'"Oxford Goldrush", per tal de finançar personalment un àlbum d'estudi de llarga durada. Durant la gira, es va publicar un EP de tres cançons amb Goldrush (Falling Out into the Night) i un àlbum en directe (el solo acústic Live @ the Knitting Factory, Nova York). També va passar part del 2005 treballant amb el duo francès rinôçérôse. A finals de 2005, l'àlbum de Gardener, These Beautiful Ghosts, va ser llançat a Amèrica del Nord per "United For Opportunity".
No obstant això, qualsevol idea de reformar permanentment la banda va ser prèviament negada explícitament per Bell, amb el raonament que no estaria a l'altura de les expectatives. Tanmateix, els membres de la banda, inclòs Bell, havien afirmat que no els importaria tornar a treballar entre ells. Des de llavors, Bell i Colbert han aparegut en un dels primers espectacles de Gardener; Bell va compartir més tard dues nits de sets acústics amb Gardener el novembre de 2003 quan Gardener va fer una parada a la casa de Bell, a Estocolm.

## Reunió, diaris meteorològics i aquest no és un lloc segur (2014-present)
El 19 de novembre de 2014 es va anunciar que Ride s'havia reunit de nou per a una sèrie de dates de gira a Europa i Amèrica del Nord, al maig i juny de 2015. Els dies 10 i 17 d'abril de 2015, Ride va actuar al "Coachella Valley Music and Arts Festival", després d'una actuació en directe emesa per KCRW el 8 d'abril de 2015. La banda a aparèixer a diferents escenaris i festivals, al nord d'Amèrica i Europa, com ara el "Primavera Sound Festival", "Melt! Festival", etc. També van fer una gira per Amèrica amb els companys de sabates DIIV.
El 21 de febrer de 2017, Andy Bell i Mark Gardener van ser entrevistats a BBC 6 Music per Steve Lamacq, seguit de l'estrena de "Charm Assault", el seu primer senzill nou des de Black Nite Crash de 1996, i la seva primera cançó nova en 21 anys. L'endemà, la banda va llançar un altre senzill, Home Is a Feeling.
El 23 de març de 2017, Ride va anunciar el seu primer àlbum d'estudi nou en 21 anys, Weather Diaries. L'àlbum es va publicar el 16 de juny de 2017. Va arribar al número 11 a les llistes d'àlbums del Regne Unit i va obtenir l'aprovació de la crítica i dels fans en el seu llançament, amb el suport d'una gira per Europa i Amèrica del Nord durant l'estiu i la tardor de 2017. El 27 de maig de 2018 van fer un concert a la ciutat natal, com a primer suport per a James, als "South Parks" d'Oxford, com a part del festival "Common People" de dos dies (el dia anterior havia estat a Southampton).
El març de 2019, la banda va anunciar que el seu proper sisè àlbum d'estudi ja s'havia acabat, amb el mateix productor que el seu àlbum anterior, Erol Alkan. El nou àlbum, anomenat This Is Not a Safe Place, es va publicar el 16 d'agost de 2019.

## Membres
- Mark Gardener - veu, guitarra rítmica
- Andy Bell: veu, guitarra solista, teclats
- Steve Queralt – baix
- Lauence "Loz" Colbert - bateria

## Discografia
Studio albums

| Àlbum                                             | Data de llançament | Posicions del gràfic | Posicions del gràfic | Certificacions                               |
| Àlbum                                             | Data de llançament | UK                   | AUS                  | Certificacions                               |
| ------------------------------------------------- | ------------------ | -------------------- | -------------------- | -------------------------------------------- |
| Nowhere                                           | 15 Octubre 1990    | 11                   | —                    | - British Phonographic Industry\|BPI: Silver |
| Going Blank Again                                 | 9 Març 1992        | 5                    | —                    | - BPI: Gold                                  |
| Carnival of Light                                 | 20 Juny 1994       | 5                    | 32                   |                                              |
| Tarantula                                         | 20 Març 1996       | 21                   | —                    |                                              |
| Weather Diaries                                   | 16 Juny 2017       | 11                   | —                    |                                              |
| This Is Not a Safe Place                          | 16 Agost 2019      | 7                    | 78                   |                                              |
| "—" indica llançaments que no es van classificar. |                    |                      |                      |                                              |

## Recopilacions, EPs i àlbums en directe
- Smile (1990) Sire/Creació
- Kaleidoscope (1991) Sire (només promocional)
- Grasshopper (1992) Sire/Warner Bros.
- Cosmic Carnival (1994) Sire
- Live Light (1995) Mutiny/Elektra
- Ride (Box Set) (2001) Ignition
- OX4 The Best of Ride (2001) Ignition
- Firing Blanks Unreleased Ride Recordings 1988–95 (2001)
- Live Reading Festival 1992 (2001)
- Waves: Radio 1 Sessions 90-94 (2003)
- Tomorrow's Shore (2018)

## Singles
| Any                                                                                     | Títol                              | Posicions del gràfic | Posicions del gràfic | Àlbum                    |
| Any                                                                                     | Títol                              | UK                   | US Alt               | Àlbum                    |
| --------------------------------------------------------------------------------------- | ---------------------------------- | -------------------- | -------------------- | ------------------------ |
| 1990                                                                                    | Ride EP                            | 71                   | —                    |                          |
| 1990                                                                                    | Play EP                            | 32                   | —                    |                          |
| 1990                                                                                    | Fall EP                            | 34                   | —                    |                          |
| 1991                                                                                    | "Taste"                            | —                    | 24                   | Nowhere                  |
| 1991                                                                                    | Vapour Trail"                      | —                    | —                    | Nowhere                  |
| 1991                                                                                    | Today Forever EP                   | 14                   | —                    |                          |
| 1992                                                                                    | "Leave Them All Behind"            | 9                    | 20                   | Going Blank Again        |
| 1992                                                                                    | "Twisterella"                      | 36                   | 12                   | Going Blank Again        |
| 1994                                                                                    | "Birdman"                          | 38                   | —                    | Carnival of Light        |
| 1994                                                                                    | "How Does It Feel to Feel?"        | 58                   | —                    | Carnival of Light        |
| 1994                                                                                    | "I Don't Know Where It Comes From" | 46                   | —                    | Carnival of Light        |
| 1994                                                                                    | Live EP                            | —                    | —                    |                          |
| 1996                                                                                    | "Black Nite Crash"                 | 67                   | —                    | Tarantula                |
| 2002                                                                                    | Coming Up For Air EP               | —                    | —                    |                          |
| 2017                                                                                    | "Charm Assault"                    | —                    | —                    | Weather Diaries          |
| 2017                                                                                    | "Home Is a Feeling"                | —                    | —                    | Weather Diaries          |
| 2019                                                                                    | "Future Love"                      | —                    | —                    | This Is Not A Safe Place |
| 2019                                                                                    | "Repetition"                       | —                    | —                    | This Is Not A Safe Place |
| 2019                                                                                    | "Clouds of Saint Marie"            | —                    | —                    | This Is Not A Safe Place |
| "—" indica llançaments que no es van publicar o no es van publicar en aquest territori. |                                    |                      |                      |                          |